# 羅賓·康皮洛
羅賓·康皮洛（法語：Robin Campillo，1962年8月16日—)，法國電影導演與編劇。

## 生平
羅賓·康皮洛長期與另一位導演羅宏·康特合作劇本，包括2008年獲得金棕櫚獎的《我和我的小鬼們》。2013年，他執導的第二部長片《掏空我的愛》在第70屆威尼斯影展獲得地平線單元最佳影片
。2017年，他執導的第三部長片《BPM》進入第70屆坎城影展正式競賽單元，並獲得評審團大獎以及會外獎項費比西國際影評人獎與酷兒金棕櫚獎，也被選為參加奧斯卡最佳外語片獎的法國代表。

## 電影作品

### 導演
- 2004年：《回魂（法语：Les Revenants (film)）》（Les Revenants）
- 2013年：《掏空我的愛》（Eastern Boys）
- 2017年：《BPM》（120 battements par minute）
- 2023年：《紅島（法语：L'Île rouge (film)）》（L'Île rouge）
- 2025年：《恩佐（法语：Enzo (film)）》（Enzo）

### 其他職務
- 1999年：《人力資源（法语：Ressources humaines (film)）》（Ressources humaines，編劇/剪輯）
- 2005年：《南方失樂園》（Vers le sud，編劇/剪輯）
- 2008年：《我和我的小鬼們》（Entre les murs，編劇/剪輯）
- 2016年：《通靈美人（法语：Planetarium (film)）》（Planetarium，編劇）
- 2017年：《小鬼作家養成班（法语：L'Atelier (film)）》（L'Atelier，編劇）

## 外部連結
- 羅賓·康皮洛在互联网电影资料库（IMDb）上的資料（英文）